# Autoreceptor
Autoreceptor je receptor lociran na membrani presinaptičke nervne ćelije i služi kao deo povratne petlje u prenosu signala. On je senzitivan jedino na neurotransmitere ili hormone koje otpušta neuron na čijoj membrani počiva.
Kanonički, presinaptički neuron otpušta neurotransmiter u sinaptički rascep, koji detektuju receptori postsinaptičkog neurona. Autoreceptori presinaptičkog neurona takođe detektuju taj neurotransmiter i često funkcionišu kao kontrola unutrašnjih ćelijskih procesa. Oni tipično inhibiraju dalje otpuštanje ili sintezu neurotransmitera. Otpuštanje neurotransmitera je regulisano negativnom spregom. Autoreceptori su obično G protein spregnuti receptori (umesto transmiterom kontrolisanih jonskih kanala) i deluju putem sekundarnih glasnika.
Autoreceptori mogu da budu locirani bilo gde na ćelijskom telu: blizo terminala na aksonu, na somi, ili na dendritima.
Na primer, norepinefrin otpušten iz simpatetičkih neurona može da formira interakciju sa alfa-2A i alfa-2C receptorima čime se inhibira neuralno otpuštanje norepinefrina. Slično tome, acetilholin otpušten sa parasimpatetičkih neurona može da aktivira muskarinske-2 i muskarinske-4 receptore i time inhibira neuronsko otpuštanje acetilholina. Još jedan tipičan primer je β-adrenergički autoreceptor u simpatetičkom perifernom nervnom sistemu, koji deluje tako što povećava otpuštanje transmitera.